# Счастливое (Карачаево-Черкесия)
Счастливое (карач.-балк. Счастливый) — село в Прикубанском районе Карачаево-Черкесии Российской Федерации. Административный центр Счастливенского сельского поселения.

## История
В 1964 г. Указом Президиума ВС РСФСР хутора Голубеновский, Аленовский, Ильич, Косякинский, Кучеровский и Крамаровский, фактически слившиеся в один населенный пункт объединены в село Счастливое.

## Население
| 2002 | 2010  | 2021  |
| ---- | ----- | ----- |
| 1603 | ↗1632 | ↘1430 |